# Verbrennungsanomalie
Verbrennungsanomalien sind Anomalien, also ungewöhnliche Vorgänge, bei der Verbrennung in Verbrennungsmotoren mit innerer Verbrennung.
Die bekannteste Verbrennungsanomalie ist das „Klopfen“ bei einem Ottomotor.
Klopfen tritt auf, wenn in einem Ottomotor das Luft-Kraftstoff-Gemisch zu stark verdichtet ist und durch die Zündung (durch die Zündkerze) der Druck im Brennraum so weit ansteigt, dass das Kraftstoff-Luft-Gemisch auch an anderer Stelle als der Zündkerze entflammt wird. Das Gemisch brennt dann folglich nicht von der Zündkerze aus in alle Richtungen durch den Brennraum durch, sondern brennt von verschiedenen Stellen aus. Die Folge davon sind extreme Druckgradienten im Brennraum, die die Motorteile stark beanspruchen und daher zu Schäden führen können.
Eine weitere Verbrennungsanomalie ist die Frühzündung bei einem Ottomotor.
Frühzündungen treten auf, wenn in einem Ottomotor das Luft-Kraftstoff-Gemisch so stark verdichtet ist, dass durch den hohen Druck im Brennraum und die damit einhergehende hohe Temperatur das Gemisch sich von selbst entzündet. Die schädigenden Auswirkungen sind ähnlich denen des Klopfens.